# NGC 4352
NGC 4352 is een lensvormig sterrenstelsel in het sterrenbeeld Maagd. Het hemelobject werd op 15 maart 1784 ontdekt door de Duits-Britse astronoom William Herschel.

## Synoniemen
- UGC 7475
- MCG 2-32-23
- ZWG 70.44
- VCC 698
- PGC 40313